# Creonecte biparasitica
Creonecte biparasitica är en svampart som beskrevs av Petr. 1949. Creonecte biparasitica ingår i släktet Creonecte, divisionen sporsäcksvampar och riket svampar.   Inga underarter finns listade i Catalogue of Life.